# Análisis estadístico de figuras

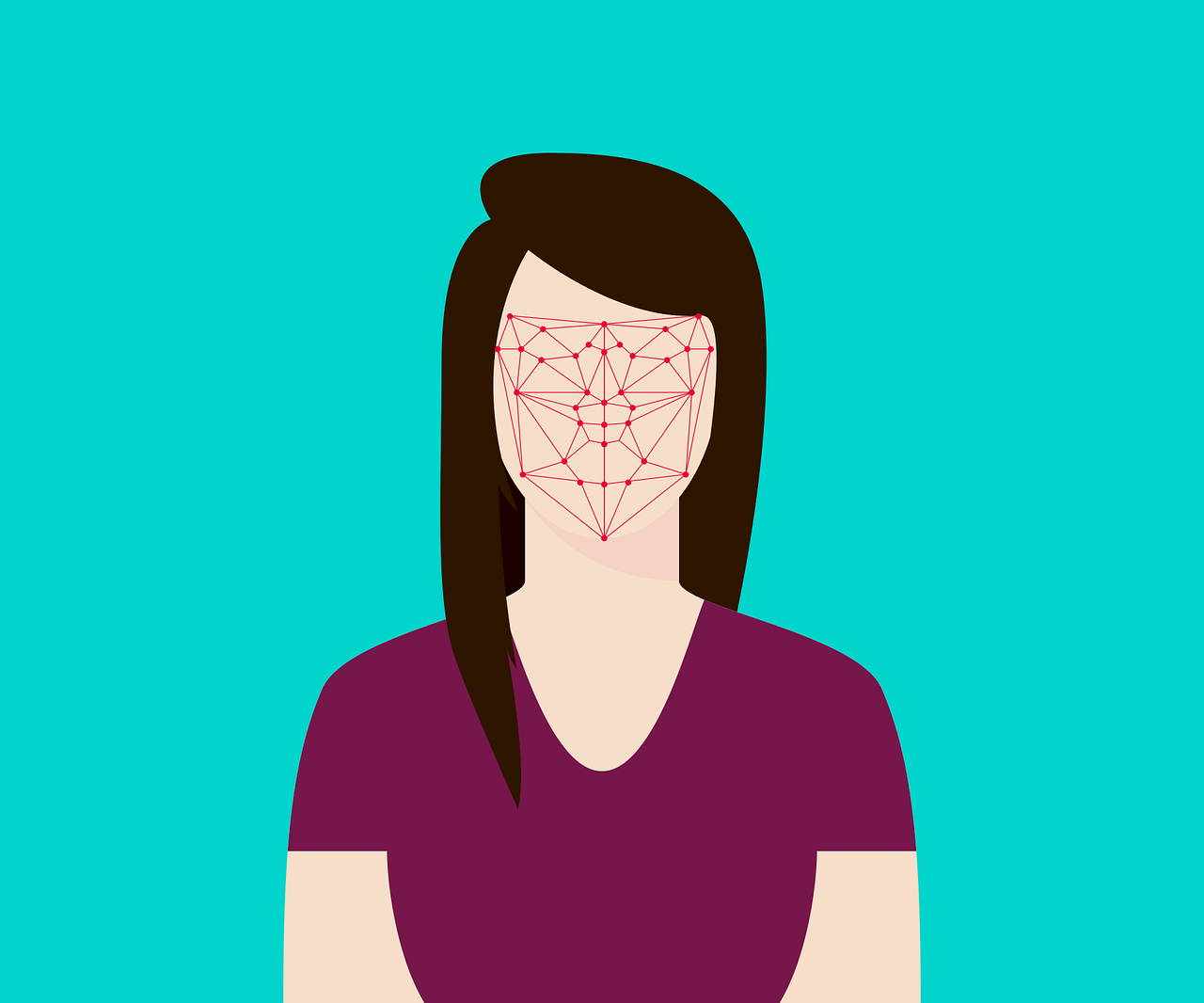
Sistema de reconocimiento facial plano

El análisis estadístico de figuras es el análisis de las propiedades dadas a una objeto a través de métodos estadísticos. Permite medir, describir, comparar el tamaño y forma de un objeto, para así estandarizar estas propiedades. Alguna de las aplicaciones más conocidas son cuantificar las diferencias entre el cráneo de un gorila macho y una hembra, imágenes magnéticas de resonancias de esquizofrenia, moléculas de ADN, etcétera. Uno de los principales métodos de análisis es el análisis de Procrustes en 2D, que se usa en diferentes campos, como lo es la visión por computadora, imágenes médicas y anatomía computacional.

## Conceptos previos

### Figura
Es toda la información geométrica que queda cuando efectos de ubicación, escala y rotación son filtrados de un objeto. En el mundo práctico, se busca comparar objetos con diferentes figuras y esto requiere un modo de medirla, una noción de distancia entre las 2 figuras y métodos de análisis estadístico de las figuras.

### Tamaño y figura
Es toda la información geométrica que queda cuando efectos de ubicación, escala y rotación son filtrados de un objeto. Dos objetos pueden tener el mismo tamaño y figura si pueden ser traducidos y rotados cada uno, para que queden exactamente igual, esto sucede si los objetos son transformaciones rígidas de cada uno. Esto se conoce usualmente como forma.

## Puntos de referencia (Landmark)
Son el punto de correspondencia de cada objeto que coincide entre y dentro de las poblaciones. Una vez recogidos los puntos se realiza algún tipo de registro. Este puede ser un método de referencia utilizado por Fred Bookstein para la morfometría geométrica en antropología. O un enfoque como el análisis de Procrustes que encuentra una forma promedio.
David George Kendall investigó la distribución estadística de la forma de los triángulos y representó cada triángulo mediante un punto en una esfera. Utilizó esta distribución en la esfera para investigar líneas luminosas y si era más probable que tres piedras fueran colineales de lo que podría esperarse.
Alternativamente, las formas pueden representarse por curvas o superficies que representan sus contornos, por la región espacial que ocupan.
Hay tres tipos de puntos de referencia básicos en las aplicaciones: científicos, matemáticos y pseudo-puntos. 

### Punto de referencia científico
Es un punto asignado por un experto, que corresponde entre objetos de una manera científicamente significativa. Por ejemplo, la esquina de un ojo o la unión de dos estructuras en un cráneo. En las aplicaciones biológicas, estos puntos son conocidos como puntos anatómicos y ellos designan partes de un organismo que corresponda en términos de derivación biológica, y estas partes son llamadas homologous.

### Punto de referencia matemático
Son puntos localizaron sobre un objeto de acuerdo a una propiedad matemática o geométrica de una figura. Por ejemplo, en el punto de alta curvatura de un punto extremo. Es particularmente usado en reconocimiento y análisis automático.

### Pseudopuntos
Son puntos construidos sobre un objeto, localizado en el borde o entre los puntos de referencia científicos o matemáticos.

## Análisis de Procrustes en 2D
En este análisis, se toma un conjunto de datos los cuales se puedan comparar. Para el caso del análisis de imagen, se comienza asumiendo que los puntos de referencia ya están dados y que cada forma se representa como un vector:
{\displaystyle y_{i}=[y_{i},...,y_{ik}]^{T}} donde {\displaystyle y_{ik}} {\displaystyle \epsilon } {\displaystyle \mathbb {C} }

Se tiene entonces que se puede analizar una forma con respecto a otra, o tener un ajuste de un conjunto de formas.

### Ajuste de una forma con respecto a otra
Se parte de una forma {\displaystyle \omega }, y se desea ajustar la forma {\displaystyle y}. Entonces se tiene que:

{\displaystyle y=(a+ib)1_{k}+\beta \exp ^{i\theta }\omega +E}, donde
- {\displaystyle (a+ib)1_{k}} representa la translación que se le hace a la forma,
- {\displaystyle \beta \exp ^{i\theta }} representa la rotación de esta forma con respecto a {\displaystyle \omega } y
- {\displaystyle E} es el error.

Con esto, es posible hacer un cambio de variables para facilitar el manejo de la ecuación, y así poder plantear un problema de optimización que se explicará más adelante.

{\displaystyle y=uA+E}, en el que {\displaystyle A=[\beta \exp ^{i\theta },(a+ib)]^{T}} y {\displaystyle u=[\omega ,1_{k}]}

El problema de optimización es minimizar el error cuadrático, el cual, se plantea como:

 

{\displaystyle E(y,\omega )=E^{*}E=(y-uA)^{*}(y-uA)}. 

 

Y se plantea un vector puro que minimice este error, hasta el punto que sea cero, el vector se le denotará {\displaystyle \omega ^{P}=A^{P}u}, el cual se define como: 

{\displaystyle \omega ^{P}=\omega {\frac {\omega ^{*}y}{\omega ^{*}\omega }}} 

Aquí se hace uso de la forma original {\displaystyle \omega } dado que esta ya está rotada y sin error, por lo que ayuda a dar la forma aproximada más cercana a ella misma.
Esto se le conoce como Procrustes fit de {\displaystyle \omega } con respecto a {\displaystyle y}.

Reemplazando lo anterior en la fórmula del error, se tiene la siguiente ecuación: 

{\displaystyle E(y,\omega )=E^{*}E=(y-\omega ^{P})^{*}(y-\omega ^{P})} 

{\displaystyle E(y,\omega )=y^{*}y-{\frac {y^{*}\omega ^{*}\omega y}{\omega ^{*}\omega }}} 

Y asumiendo que {\displaystyle y^{*}y=\omega ^{*}\omega =1}, la distancia de Procrustes entre {\displaystyle y} y {\displaystyle \omega } es:

{\displaystyle d_{p}(y,\omega )={\sqrt {E(y,\omega )}}={\sqrt {1-y^{*}\omega \omega ^{*}y}}}, lo que indica qué tan alegado está el punto puro {\displaystyle \omega ^{p}}, es decir, qué tan grande es el error cuadrático.

### Ajuste de un conjunto de formas
Análisis de Procrustes 

Ahora, se define la media de Procrustes {\displaystyle {\hat {\mu }}} como la forma que minimiza 

{\displaystyle \sum _{i=1}^{n}d_{p}^{2}(\omega _{i},{\hat {\mu }})}, y es la referencia {\displaystyle \omega } la que minimiza esos errores, entonces se puede cambiar la sumatoria por: 
 {\displaystyle \sum _{i=1}^{n}1-{\hat {\mu }}^{*}\omega _{i}\omega _{i}^{*}{\hat {\mu }}\rightarrow n-{\hat {\mu }}^{*}\left(\sum _{i=1}^{n}\omega _{i}\omega _{i}^{*}\right){\hat {\mu }}} 

Si se denota lo que está entre el paréntesis como "S", quedará: 

{\displaystyle n-{\hat {\mu }}^{*}(S){\hat {\mu }}}
{\displaystyle }

## Aplicaciones

### Desórdenes neurodegenerativos
Muchos trastornos neurodegenerativos causan cambios generalizados en la forma del cerebro que se pueden observar en las imágenes de resonancia magnética del cerebro en 3D, para enfermedades como Alzheimer. La identificación del análisis estadístico de formas entre sujetos sanos y pacientes afectados por una enfermedad promete proporcionar nuevas perspectivas clínicas y, en última instancia, mejorar el diagnóstico y el tratamiento. Este generalmente usa los puntos de referencia, que caracterizan el límite del objeto e ignoran la estructura del interior de este, y se ven apoyados por otros métodos que superan la sensibilidad sobre la ubicación de los puntos de referencia, una transformación de distancia se usa comúnmente como una representación implícita del límite del objeto.

### Geología: microfósiles
El microfósil Globorotalia truncatulinoides es un plancton microscópico que se encuentra en el lodo del lecho marino. Lohmann (1983) publicó 21 contornos medios de microfósiles que se basaron en muestras aleatorias de organismos tomados en diferentes latitudes en el sur del océano Índico. Es interesante examinar si el tamaño de los organismos está relacionado con la forma y si el tamaño o la forma están relacionados con la covariable de latitud. Un problema más básico sería obtener una estimación de la forma promedio de los fósiles y describir la estructura de la variabilidad de la forma.